# 神子元島
神子元島（みこもとしま）は、伊豆半島南部の静岡県下田市の沖、下田港から南へ約11キロメートル、石廊崎からは東南東へ約9キロメートル離れた太平洋上にある島である。下田市に属する無人島で、静岡県の最南端にあたる。

## 地理
面積は約0.1平方キロメートル、最長部の長さは約400メートル、最高点の標高は32メートル。周囲は約2キロメートル。
島が形成された時期は定かではないが、元々は伊豆半島の一部であったものが周囲の沈下により島になったと考えられており、本土からも近いことから伊豆諸島には含まれない。

## その他

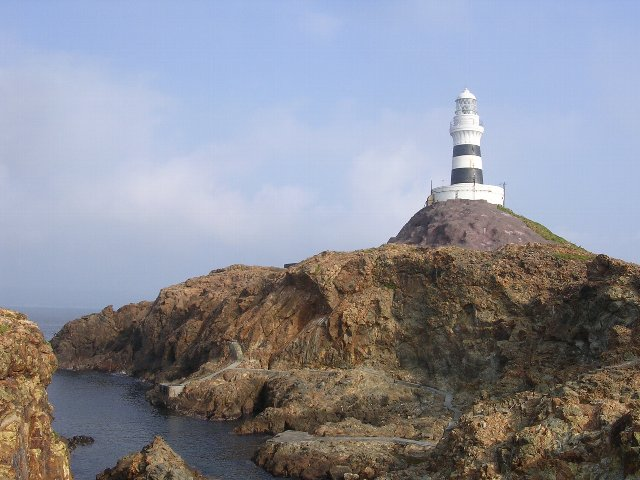
神子元島灯台

古くから度々、神社の祠（ほこら）などが置かれては強い風や波により失われてきたとされるが、流刑者や灯台の関係者を除けば人が定住していたとの記録は無い。岩礁状で植生はごく少なく、風や波の影響が大きい上、水源も無いためキャンプは困難である。連絡船の運航は無く、上陸する場合は、周辺の港で釣船をチャーターする必要がある。
釣り人の間では伊豆半島の沖磯で最も潮通しが良い磯として知られ、下田港や手石港の2か所から磯釣り客向けの渡船が運航されている。マグロやカンパチなどの大物も揚がる釣り場として知られる。またシュモクザメ（ハンマーヘッドシャーク）の大群が見られる、世界的なダイビングポイントとしても有名である。夏から秋にかけて、ときに数百匹のシュモクザメの群れを確認することができる。ザトウクジラやマッコウクジラ、アカボウクジラ科、イルカ類なども近海を通過する。
また世界歴史的灯台百選にも選ばれた、神子元島灯台を擁する島として名高い。灯台の光はおよそ20海里（約36キロメートル）先までも届き、周囲に浅瀬の多いこの海域の安全を今も守り続けている。